# Los días y los muertos
Los días y los muertos es una novela del escritor hondureño Giovanni Rodríguez, que trata de forma realista la vida en San Pedro Sula (ciudad de Honduras) desde una perspectiva oscura.
El libro fue presentado en 2015 a un jurado calificador compuesto por los escritores Óscar Núñez Olivas de Costa Rica, Manlio Argueta de El Salvador y Leonel Alvarado de Honduras, y se le fue otorgado el premio  centroamericano y del Caribe de novela Roberto Castillo, entregado por la Universidad Nacional Autónoma de Honduras. En 2016 fue presentado oficialmente en San Pedro Sula y posteriormente fue presentado en Tegucigalpa el 22 de febrero de 2017.

## Argumento
La novela está ambientada en una San Pedro Sula violenta y sangrienta, en contraste con la realidad. La historia presenta a dos protagonistas con historias independientes, uno de ellos es López, un joven periodista que se involucra de manera personal en un caso de investigación de homicidios, más allá de sus obligaciones como periodista decide investigar por su cuenta, sumergiéndose en un mundo oscuro dentro de su propia ciudad. También sigue la historia de un joven escritor llamado Rodríguez Estrada, que da muerte a un amigo suyo. Las historias se cruzan cerca del desenlace de la novela, dando forma al final.
El autor trata de plasmar su visión de la violencia diaria en la ciudad de San Pedro Sula, y como algunas personas se rinden ante la maldad de la sociedad, y otras deciden seguir adelante y luchar aún en el panorama más sombrío, esta última persona podría ser un hondureño cualquiera, en palabras del autor, "alguien que sabe lo que significa vivir en una ciudad como esta (San Pedro Sula), en la que nos vamos acostumbrado, de manera pasmosa, a la inseguridad, a la violencia y a la muerte".